# 138 км (зупинний пункт)
138 км — зупинний пункт Запорізької дирекції залізничних перевезень Придніпровської залізниці. Розташований на лінії Федорівка — Нововесела між станцією Федорівка та роз'їздом 142 км біля селища Відродження.